# 蓝花凤仙花
蓝花凤仙花（学名：Impatiens cyanantha）为凤仙花科凤仙花属的植物，是中国的特有植物。分布在中国大陆的云南、贵州等地，生长于海拔1,000米至2,500米的地区，一般生于林下及沟边等阴湿环境，目前尚未由人工引种栽培。